# EP+6
EP+6 — сборник песен группы Mogwai, выпущенный впервые в 2000 году в Японии лейблом Toy's Factory, неоднократно переиздававшийся, и являющийся расширенной версией вышедшего в 1999 году EP+2.
«EP+6» включает в себя 3 предыдущих мини-альбома Mogwai: 4 Satin, No Education = No Future (Fuck the Curfew) и «EP». В японском бонус-издании есть видео на песню "Xmas Steps". На обложке альбома изображена Водонапорная башня в Восточном Килбриде.

## Список композиций

### EP+2
Издание 1999 года (CD - Matador #412):
| №  | Название                           | Длительность |
| -- | ---------------------------------- | ------------ |
| 1. | «Stanley Kubrick»                  | 4:19         |
| 2. | «Christmas Song»                   | 3:26         |
| 3. | «Burn Girl Prom Queen»             | 8:31         |
| 4. | «Rage:Man»                         | 5:05         |
| 5. | «Rollerball»                       | 3:47         |
| 6. | «Small Children in the Background» | 6:51         |

### EP+6
Издание 2000 года (CD - Toy Factory #87224):
| №   | Название                           | Длительность |
| --- | ---------------------------------- | ------------ |
| 1.  | «Stanley Kubrick»                  | 4:19         |
| 2.  | «Christmas Song»                   | 3:26         |
| 3.  | «Burn Girl Prom Queen»             | 8:31         |
| 4.  | «Rage:Man»                         | 5:05         |
| 5.  | «Xmas Steps»                       | 11:13        |
| 6.  | «Rollerball»                       | 3:47         |
| 7.  | «Small Children in the Background» | 6:51         |
| 8.  | «Superheroes of BMX»               | 8:05         |
| 9.  | «Now You're Taken»                 | 7:00         |
| 10. | «Stereodee»                        | 13:39        |

Издание 2004 года (CD - Imperial Records (Japan) #TECI-21207):
| №   | Название                           | Длительность |
| --- | ---------------------------------- | ------------ |
| 1.  | «Superheroes of BMX»               | 8:05         |
| 2.  | «Now You're Taken»                 | 7:00         |
| 3.  | «Stereodee»                        | 13:39        |
| 4.  | «Xmas Steps»                       | 11:13        |
| 5.  | «Rollerball»                       | 3:47         |
| 6.  | «Small Children in the Background» | 6:51         |
| 7.  | «Stanley Kubrick»                  | 4:19         |
| 8.  | «Christmas Song»                   | 3:26         |
| 9.  | «Burn Girl Prom-Queen»             | 8:33         |
| 10. | «Rage:Man»                         | 5:05         |

## История выпуска
Официальный релиз был произведен в Японии, 2000.
| Страна         | Дата выхода      | Лейбл                | Номер в каталоге | Формат       |
| -------------- | ---------------- | -------------------- | ---------------- | ------------ |
| Япония         | 23 августа 2000  | Toy's Factory        | TFCK-87224       | Компакт-диск |
| Великобритания | 17 сентября 2001 | Chemikal Underground | CHEM056CD        | Компакт-диск |

## Критика
По мнению обозревателя Allmusic, «титанам экспериментального рока» Mogwai удалось сделать сборник «EP+6» таким естественным образом, что «почти кажется, что он был задуман как альбом». Обозреватель Pitchfork выделил среди композиций «EP+2» песню «Stanley Kubrick», назвав её «великолепной» и «в совершенстве аранжированной».